# クモのフライ

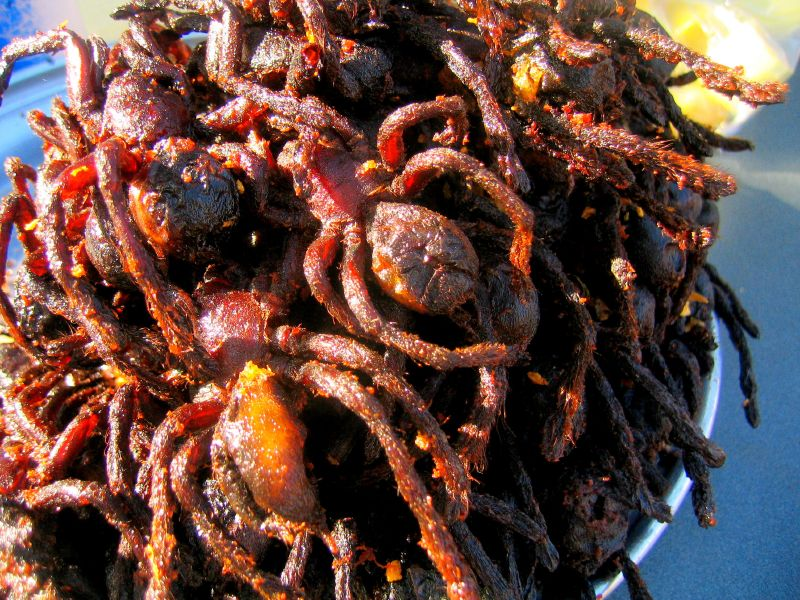
スクンの市場で売られているクモのフライ。

クモのフライは、カンボジア料理の一品である。カンボジアのスクンを訪れる観光客の間ではこのクモを油で揚げた料理が名物のひとつとなっている。

## 歴史
クモはプノンペンなどカンボジアのどこでも食される食材ではあるが、特にスクンでは人気が高い。スクン北部の村で地面の穴の中で育てられたり、近隣の森林地帯で獲られたクモを油で揚げる。こうした習慣がどのようにして始まったかは定かではないが、クメール・ルージュ支配下にあった時代の食糧難に始まったとする見方もある。ポル・ポト政権の圧政の下でカンボジア人は必要に迫られクモ、ネズミ、トカゲなどを食すようになったという。その後クモのフライの人気が高まったのは1990年代後半以降のことであった。現在では森林破壊の影響でクモの生息地が減少し、クモ1匹あたりの価格が高騰している。

## 調理法

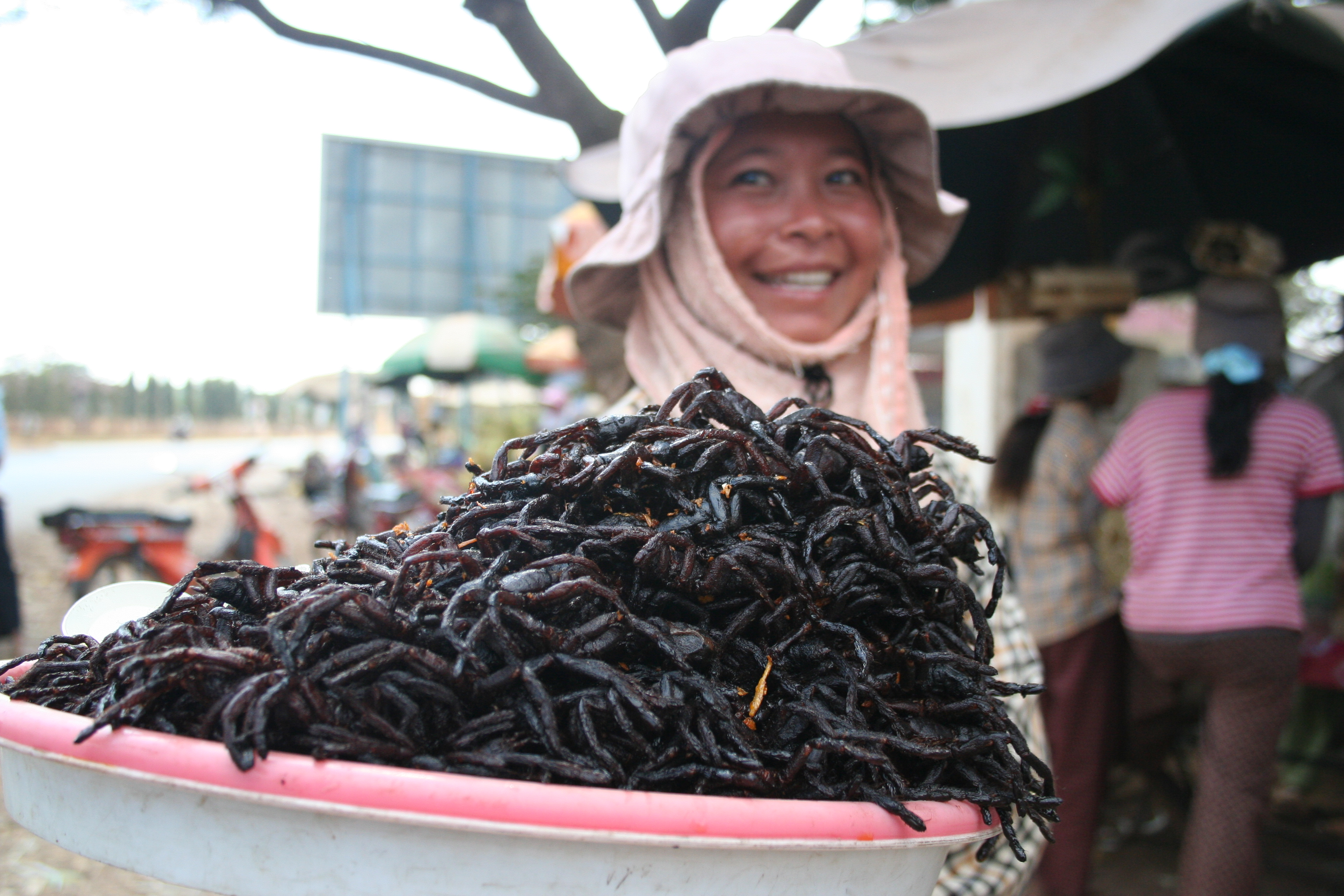
スクンの市場でクモのフライを販売する女性。

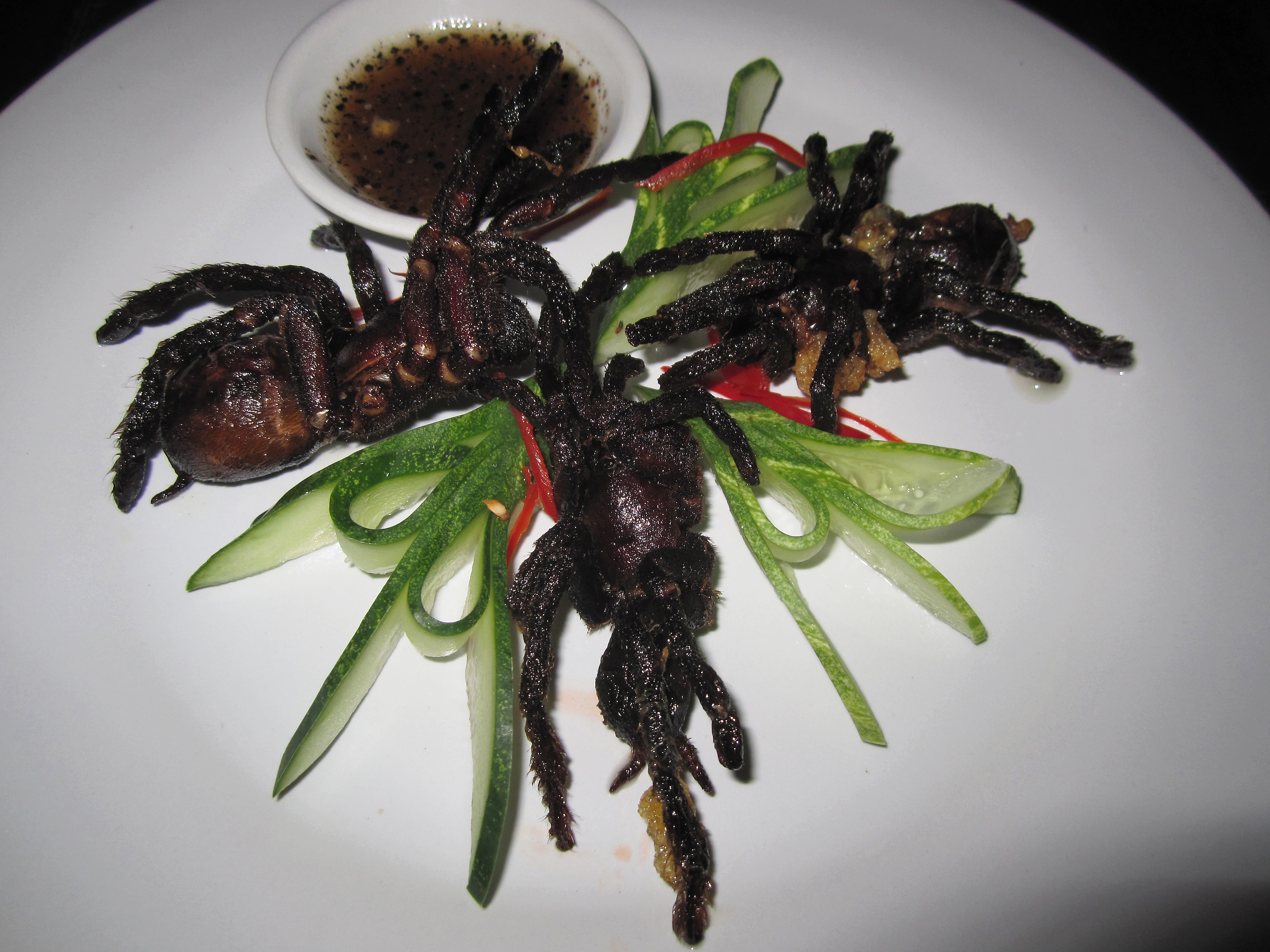
野菜を添えたクモのフライ。

この料理に用いられるクモはクメール語で"a-ping"と呼ばれるタランチュラの一種で、ヒトの手のひら程度の大きさである。フライ以外にも蒸留酒に付け込んだ「クモ酒」や、あぶり焼きなどといった形でも食用される。ある旅行ガイドブックにはこのクモは「食用クモ」として長年呼ばれてきたタイゼブラタランチュラという種であると記述されている。このガイドブックにはフライの調理法も紹介されている。それによると、グルタミン酸ナトリウム、砂糖、塩でクモを味付けし、ニンニクを香りが立つまで油で揚げた後、ニンニクとともに味付けしたクモを油で揚げる。揚げ上がりの目安は「足が硬直し、腹部の中身がほど良くドロドロの状態でなくなる」までだという。加熱をすればクモの猛毒を抜くこともできる。

## 味
味は「鳥肉と魚のタラの間をとったような味」とも表現される。人によってはフライドチキンに似た味をしているとも言う。食感は表面がカリカリしていて、中身は柔らかく「ジューシー」なのだという。足には身がほとんどないが、頭部と腹部には「柔らかい白い身」が含まれているという。しかし腹部には内臓や、ときには卵や糞まで含まれていることもあり、これを食べることに抵抗を感じる人は少なくない。そのためクモのフライを嫌う人もいるが、中には珍味と評する人もいる。「通」に言わせると、クモはフライにして食べるのが最もおいしいのだという。